# Re-open
Re-open (z ang. pozycja wznawiająca) – pozycja licytacyjna w brydżu towarzyskim i sportowym powstała po uprzednio zgłoszonych dwóch kolejnych pasach; spasowanie na r.-o. oznacza zakończenie licytacji (chyba że jeszcze nikt nie otworzył). Licytacja na tej pozycji przebiega według innych zasad niż zwykle. Oto najprostszy i zalecany sposób postępowania po najczęstszym otwarciu (naturalnym lub quasi-naturalnym) jedno w kolor:
- Kontra – wywoławcza lub objaśniająca (17+ PH), wywoławcza mocno sugeruje krótkość w kolorze otwarcia, ponadto należy skontrować z każdą ręką, z którą podejrzewamy partnera o trapping – pasa
- 1 w kolor – naturalne, 5+ kart w kolorze, zalecane jest wznawiać już z siłą 7 PH, zwłaszcza w turnieju na maksy
- 1BA – 10-14 PH, układ zrównoważony, nie jest wymagane zatrzymanie w kolorze otwarcia
- 2 w kolor bez przeskoku – naturalne,5+ kart, w miarę solidny kolor
- 2 w kolor z przeskokiem – konstruktywne, zalecany sześciokart
- 2BA 15-18 PC, układ zrównoważony z zatrzymaniem w kolorze otwarcia
- 2 w kolor otwarcia – dwukolorówka Michelsa, 5+ 5+ z co najmniej jednym kolorem starszym (nie dotyczy wejścia 2♣ po otwarciu 1♣ (WJ/NS))
- 3BA – odzywka typu gambling, oparta na długim kolorze roboczym (zwykle młodszym) z zatrzymaniem lub półzatrzymaniem w kolorze otwarcia, sign-off bez aspiracji szlemikowych